# Étuz
Étuz – miejscowość i gmina we Francji, w regionie Burgundia-Franche-Comté, w departamencie Górna Saona.
Według danych na rok 1990 gminę zamieszkiwało 467 osób, a gęstość zaludnienia wynosiła 88 osób/km² (wśród 1786 gmin Franche-Comté Étuz plasuje się na 333. miejscu pod względem liczby ludności, natomiast pod względem powierzchni na miejscu 782.).